# Yermak (quebra-gelo)
O Yermak ou Iermak (em russo:  Ермак) foi um navio quebra-gelo russo e depois soviético. É muitas vezes considerado como o primeiro verdadeiro quebra-gelo, preparado para enfrentar a banquisa.

## Construção
Em 1897, o almirante Stepan Makarov propôs a construção de um grande quebra-gelo para garantir a navegação durante o ano todo no porto de São Petersburgo, que congelava por vários meses, e para operar no verão no Oceano Ártico. Em uma palestra para autoridades, incluindo membros da família real, Makarov apresentou cálculos preliminares, afirmando que a espessura máxima do gelo no Polo Norte era de 3 a 3,7 metros. Para navegar sem parar em gelo de até 3,7 metros, o quebra-gelo precisava ter pelo menos 38 MW (52 mil cavalos de potência). Para alcançar o Polo no verão, bastaria um quebra-gelo de 14,7 MW (20 mil cavalos), capaz de romper gelo de 1,1 metro a 4 nós (7 quilômetros por hora) e de 1,6 metro a 2 nós (3 quilômetros por hora). Inicialmente, Makarov sugeriu construir dois quebra-gelos menores de 7,35 MW (10 mil cavalos) cada, que poderiam operar juntos em tandem para somar a potência. Depois, mudou a ideia e propôs um de 7,35 MW para escoltas no rio Ienissei no verão e em São Petersburgo no inverno, e outro de 3,68 MW (5 mil cavalos) para escoltas no rio Ob no verão e até Riga no inverno. O ministro das Finanças, Witte, recomendou começar com a construção de um único quebra-gelo experimental de 7,35 MW.
Em novembro de 1897, o governo aprovou os fundos para o projeto, e uma comissão liderada por Makarov começou a definir as especificações técnicas. Participaram da comissão o químico Dmitri Mendeleev, engenheiros como Nikolai Yankovsky, Robest Runeberg, Fiódor Porechkin o almirante Ferdinand Wrangel, entre outros. No mesmo ano, foi lançado um concurso para a construção do navio, e no início de 1898 foi fechado contrato com a fábrica Armstrong, na Inglaterra. A fábrica se comprometeu a entregar o quebra-gelo em 10 meses por 1,5 milhão de rublos.
O quebra-gelo foi construído em Newcastle upon Tyne e foi o primeiro navio do mundo capaz de romper o pesado gelo ártico. O Yermak foi lançado com atraso de um mês e, após testes, entrou em operação. Recebeu o nome do famoso explorador russo da Sibéria, Yermak Timofeevich. Em 6 de fevereiro de 1900, o físico Aleksandr Popov usou o Yermak para realizar a primeira comunicação por rádio na Rússia, entre Kotka e a Ilha Hogland, no Mar Báltico, numa distância de 47 km.

## Serviço

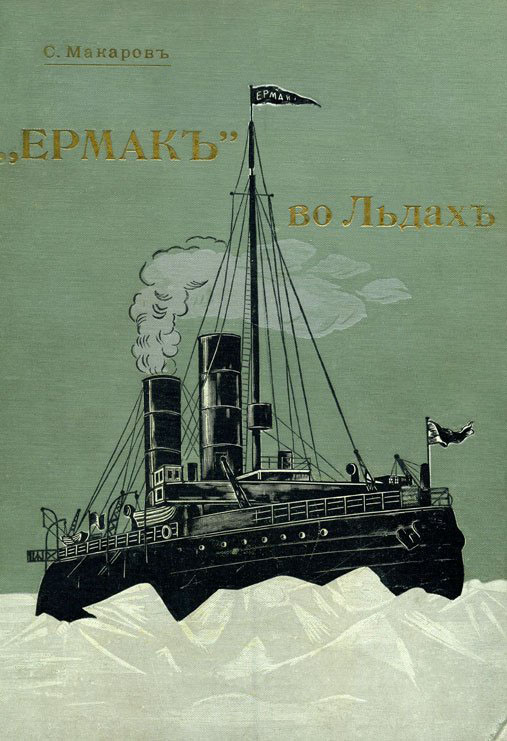
Capa do livro de Stepan Makarov Yermak no Gelo, 1901

Em 19 de fevereiro de 1899, o Yermak içou oficialmente a bandeira mercante, pois estava subordinado ao Ministério das Finanças e não fazia parte da Marinha. Em 21 de fevereiro, iniciou a viagem de retorno à Rússia. No Golfo da Finlândia, encontrou gelo contínuo, com espessura de até um metro, o mais severo daquele inverno. Em 1 de março, alcançou a borda do gelo e avançou inicialmente a 7 nós, mas nas imediações da Ilha Hogland foi forçado a contornar blocos espessos. Em 4 de março, chegou a Kronstadt, sendo recebido com solenidade, com multidões, banda militar e recepção oficial.
Já em 9 de março, partiu para sua primeira missão após notícias de que 11 navios estavam presos no gelo perto de Reval. O Yermak os libertou e escoltou até o porto. Em 4 de abril, às 14h, rompeu o gelo do rio Neva e atracou junto à Ponte Nikolaevski, em São Petersburgo.
No dia 29 de maio de 1899, o navio partiu de Newcastle rumo ao Oceano Ártico. Chegou a Svalbard, onde testou seus sistemas sob condições severas. Após a viagem, retornou à Inglaterra por um mês para melhorias; a hélice dianteira foi removida e o casco reforçado. Em 14 de junho, voltou ao Ártico. Sob o comando de Stepan Makarov, o Yermak realizou pesquisas científicas sobre o gelo polar, oceanografia e fauna marinha. Em um dos trechos, colidiu com blocos de gelo e sofreu um rombo, que foi reparado, mas forçou a volta à Inglaterra para manutenção.
Foi criada uma comissão para investigar as causas do incidente, que concluiu que o uso do Yermak deveria se limitar à área do Golfo da Finlândia. Durante o inverno de 1899–1900, o navio conseguiu resgatar o cruzador Gromoboy, encalhado e preso no gelo entre São Petersburgo e Kronstadt. Também participou ativamente da operação de salvamento do couraçado General-Admiral Apraksin, encalhado próximo à ilha Gogland.
No verão de 1900, Makarov obteve autorização para realizar uma terceira expedição ao Ártico, com destino à foz do rio Ienissei. Após nova modernização, o Yermak partiu de Kronstadt em 16 de maio de 1901 rumo ao gelo polar. Perto da Nova Zembla, ficou preso no gelo, à deriva de 14 de julho a 6 de agosto. Diante da perda de tempo, Makarov decidiu alterar os planos e explorar a Terra de Francisco José. Após a expedição, em 13 de outubro de 1901, o Ministério das Finanças determinou que a atuação do Yermak fosse restrita à escolta de navios no mar Báltico e que o navio fosse transferido ao Comitê de Assuntos Portuários, exonerando o vice-almirante Makarov de suas funções nas missões experimentais no gelo.
Durante a Guerra Russo-Japonesa, o Yermak rompeu o gelo no porto de Libava e conduziu a esquadra do contra-almirante Nebogatov até mar aberto, abrindo caminho para o Extremo Oriente, mas sofreu danos sérios no processo. Nos primeiros doze anos de operação, o quebra-gelo navegou por mais de mil dias em regiões cobertas de gelo.
Após o fim do conflito, o Estado-Maior Naval, criado em abril de 1906 como parte da reforma do ministério da Marinha, começou a elaborar planos de ação para a frota em caso de novos confrontos armados. Como as relações com o Japão permaneciam instáveis, especialistas do Estado-Maior consideravam alta a probabilidade de novo ataque e trabalhavam ativamente em estratégias de transferência da Marinha russa do mar Báltico para o Extremo Oriente caso a guerra recomeçasse. Uma das principais rotas propostas foi o Caminho Marítimo do Norte, então chamado de Rota Nordeste, e, para reconhecimento dessa passagem, planejava-se enviar o Yermak em 1909, com a missão de atravessar do Báltico até o estreito de Bering em uma única temporada de navegação. Mais tarde, esse trajeto foi explorado pela Expedição Hidrográfica do Oceano Ártico, com os navios quebra-gelo Taymyr e Vaygach, sob o comando de Boris Vilkitsky.

### Primeira Guerra Mundial

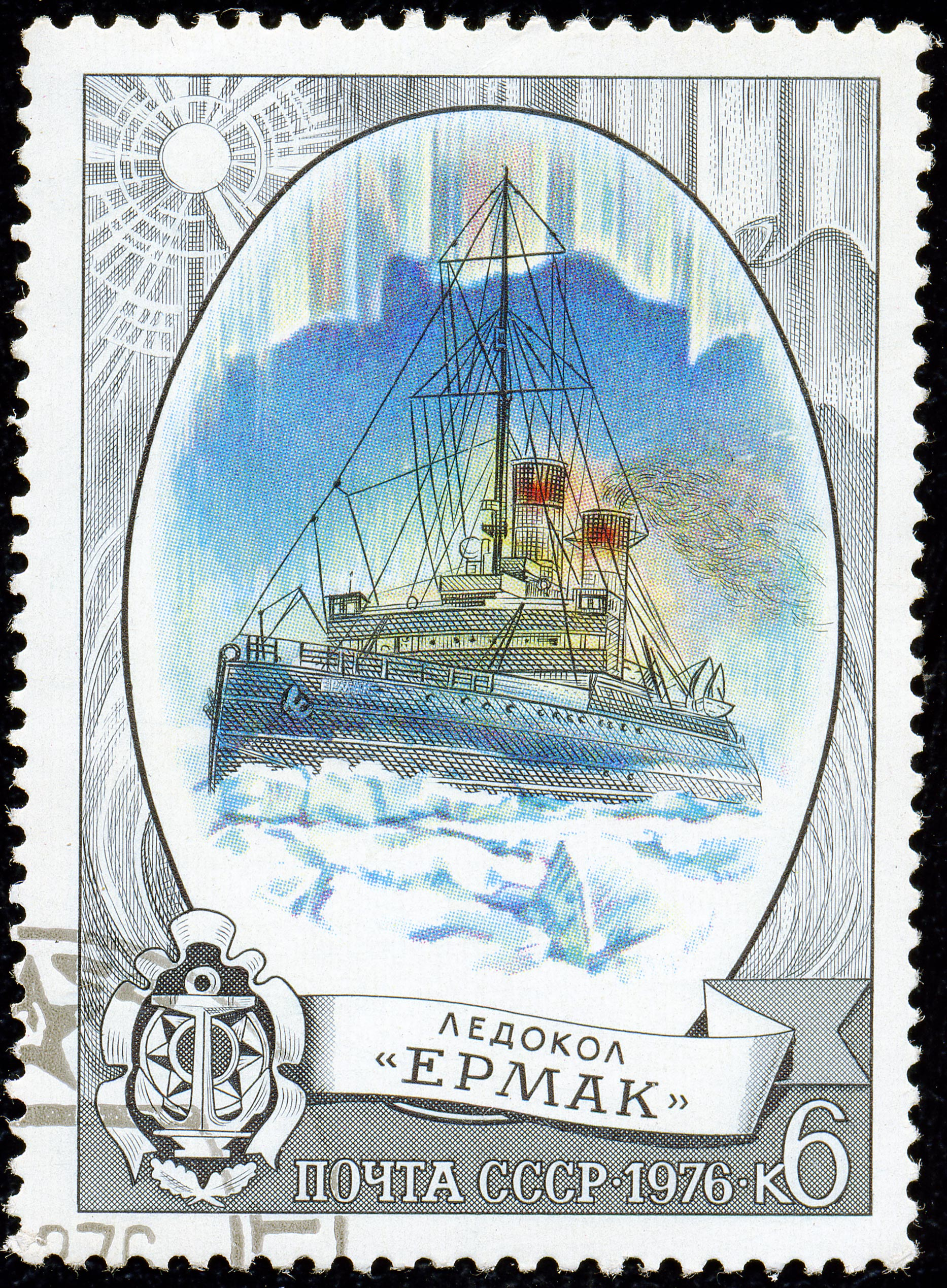
Selo soviético 1976 em honra ao Yermak.

Em 14 de novembro de 1914, o quebra-gelo Yermak foi incorporado à Frota do Báltico e continuou a escoltar navios e embarcações no Golfo da Finlândia. Em fevereiro de 1918, quando as tropas alemãs se aproximaram de Reval, o navio retirou todos os barcos que ainda podiam navegar e os levou até Helsingfors. Pouco depois, durante a travessia de Helsingfors até Kronstadt, o Yermak, junto a outros quebra-gelos, guiou 211 navios, entre militares, auxiliares e mercantes através do golfo. O comandante da operação, e chefe da Marinha da Frota do Báltico, era o capitão de 1ª classe Shchastny, que assim salvou o núcleo principal da frota. Por sua participação na chamada “marcha do gelo”, o Yermak recebeu a Bandeira Vermelha Revolucionária de Honra do Comitê Executivo Central Pan-Russo.
Após esse episódio, o navio retornou ao serviço civil e, nas décadas de 1920 e 1930, foi utilizado no transporte de cargas no mar Báltico, no Ártico e no mar Branco.

### 1938
No outono de 1937, toda a frota de quebra-gelos da URSS ficou presa nos gelos do Ártico.
No início de 1938, após um reparo rápido, o quebra-gelo Yermak partiu de Leningrado rumo ao Mar da Groenlândia para resgatar os integrantes da estação “Pólo Norte-1”, sob o comando do capitão Mikhail Yakovlevich Sorokin. Durante o trajeto, encontrou os navios Murman e Taymyr presos no gelo, recolheu os pesquisadores e os levou de volta a Leningrado.
Ainda na primavera, antes do início oficial da navegação no Ártico, o Yermak conseguiu chegar até a Terra de Francisco José e libertou os navios Rusanov, Proletariy e Roshal do gelo.
No começo de julho, o quebra-gelo já estava em Dikson, onde entregou carvão a navios madeireiros que haviam passado o inverno ali e os ajudou a sair para águas abertas.
Em 6 de agosto, alcançou o comboio do quebra-gelo Litke, que havia passado o inverno perto da ilha Bolchevik, e os conduziu até a ilha Russky. Em seguida, passou pelo estreito de Vilkitsky até o mar de Laptev e prestou assistência ao quebra-gelo Krasin, libertando o comboio Lenin dos gelos.
Em dois meses, cruzou todo o Ártico de oeste a leste.
Em 20 de agosto, rumou para os navios Malygin, Sadko e G. Sedov, que haviam invernado no local. Pela manhã de 28 de agosto, chegou ao comboio e, às 20h30, rebocou o G. Sedov rumo ao sul. Duas horas depois, soltou o rebocador e, junto com o Malygin, partiu para reconhecimento do gelo. Durante a operação, perdeu a hélice esquerda com parte do eixo. Às 6h30 do dia 29, encostou ao G. Sedov e transferiu alimentos e carvão para uma nova invernada. Às 3h30 de 30 de agosto, Yermak, Malygin e Sadko seguiram viagem rumo ao sul.

### Grande Guerra Patriótica
Em 4 de outubro de 1941, o Yermak foi novamente mobilizado. Recebeu dois canhões de 102 mm, quatro de 76 mm, quatro canhões antiaéreos de 45 mm e quatro metralhadoras. Participou da evacuação da guarnição da península de Hanko e das ilhas do Golfo da Finlândia, escoltando navios para bombardear posições inimigas e levando submarinos às suas zonas de combate.
Em junho de 1944, o quebra-gelo foi desarmado e devolvido à Direção Principal da Rota Marítima do Norte.

### Pós-guerra

Bandeira de popa do Yermak a partir de 26 de março de 1949

Em 26 de março de 1949, por ocasião do 50º aniversário do Yermak, o navio foi condecorado com a Ordem de Lenin por seus serviços durante a Grande Guerra Patriótica e na exploração da Rota Marítima do Norte.
Entre julho e setembro de 1955, o Yermak conduziu um comboio de navios pela Rota do Norte, liderado pelo cruzador Admiral Senyavin. O comboio incluía também o cruzador Dmitry Pozharsky, dez submarinos e cerca de quinze embarcações civis.
Em 1963, o quebra-gelo foi oficialmente retirado de serviço. Tentativas de preservá-lo como monumento-museu não tiveram sucesso, e no ano seguinte ele foi desmontado.

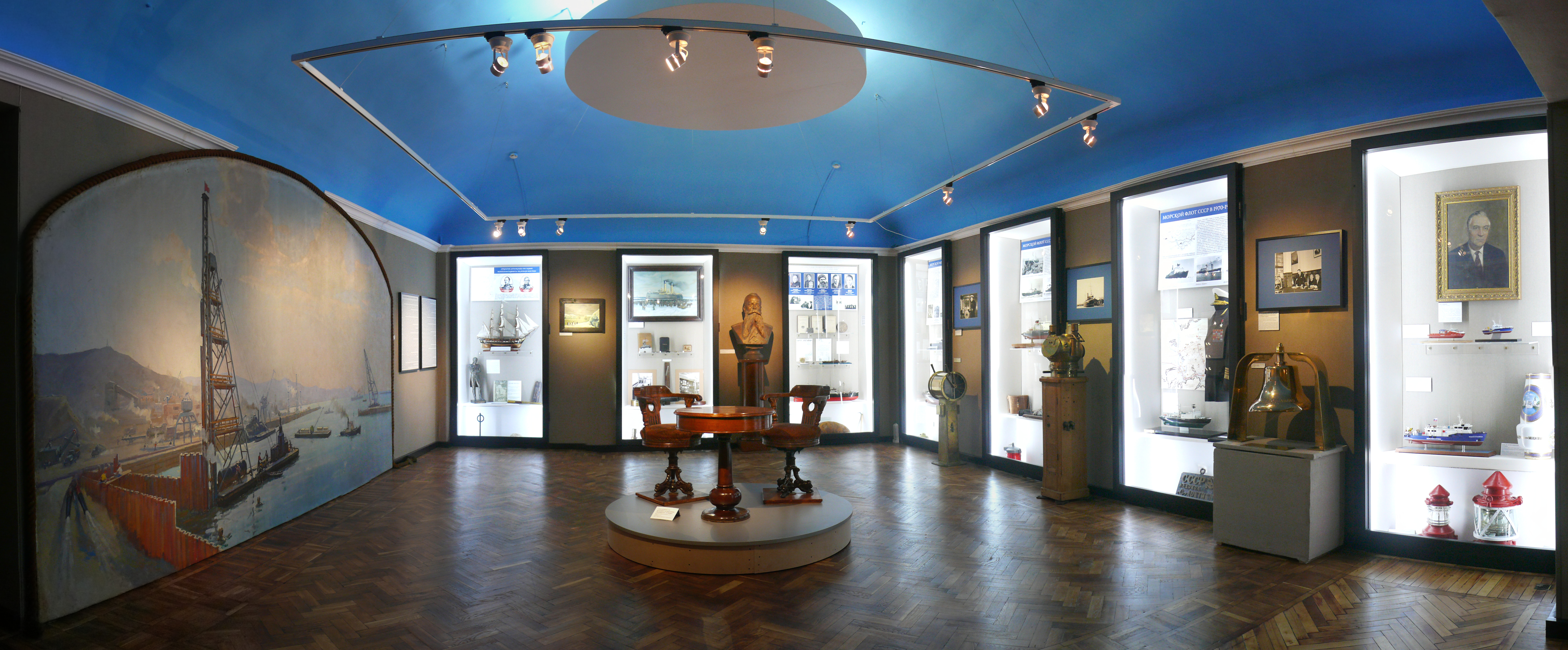
A mesa e as cadeiras do salão de oficiais do quebra-gelo Yermak ocupam lugar central na exposição do Museu da Frota Marinha (Moscou), 2017.

Fragmentos do interior do salão de oficiais do Yermak e alguns objetos de bordo foram exibidos na mostra "Frota Marítima da URSS" em Moscou, sendo posteriormente incorporados ao acervo do Museu da Frota Marinha, também na capital russa.

## Memória

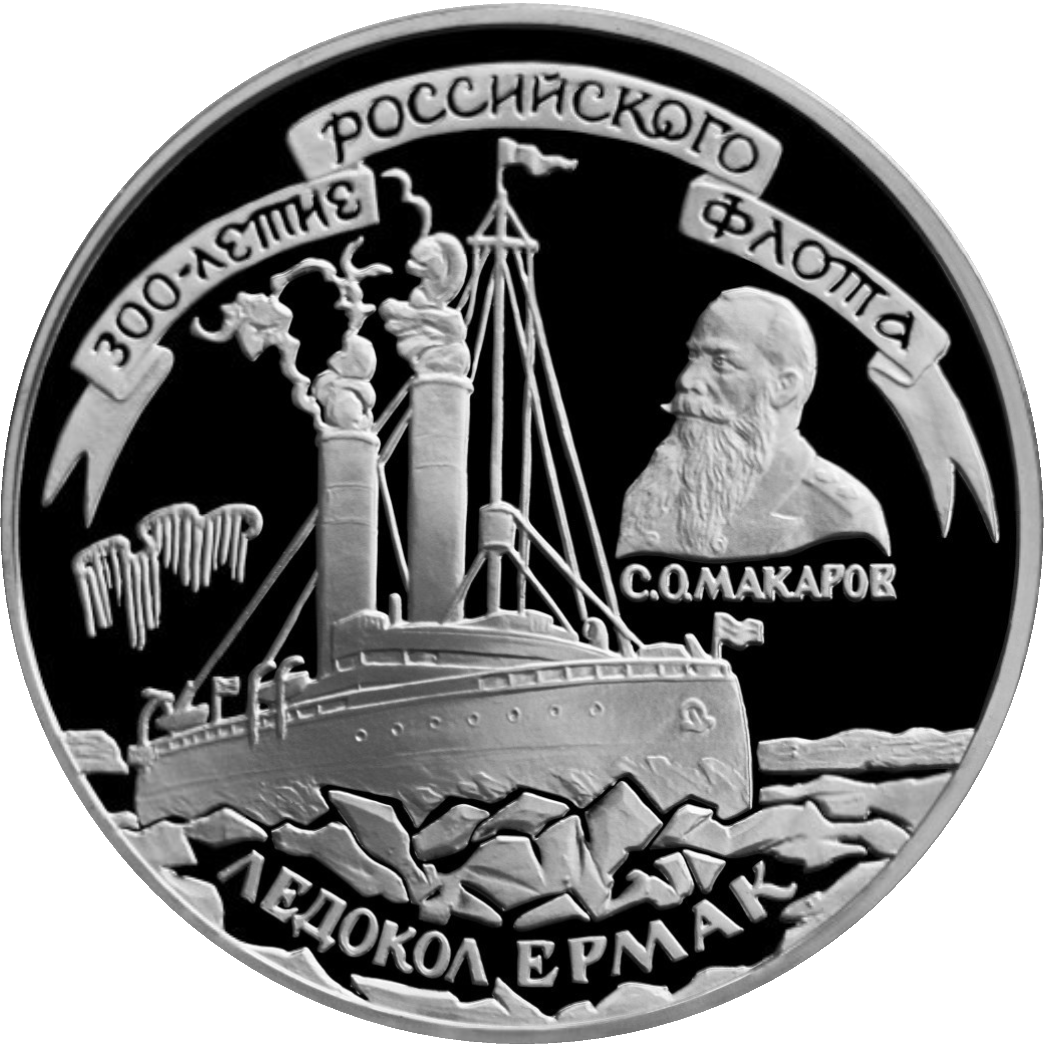
Moeda do Banco da Rússia com valor de 3 rublos da série: "Frota", 300 anos da Marinha Russa com o Yermak e Makarov no reverso.

Desde 1901, no mar de Kara, um dos recém-descobertos grupos de ilhas de Tsivolko possui uma ilha com o nome Yermak.
Em 3 de novembro de 1965, foi inaugurado em Murmansque um memorial ao quebra-gelo: um painel em mosaico com uma âncora retirada do Yermak, instalado na parede do Museu Regional de História Local de Murmansque.
Em 1974, um novo quebra-gelo com o mesmo nome foi lançado ao mar em substituição ao original.
Em homenagem ao Yermak, diversos acidentes geográficos receberam seu nome:
- um banco submarino (mar de Kara, costa de Khariton Laptev, descoberto em 1935);
- uma baía (mar de Barents, arquipélago Nova Zembla, nomeada em 1901);
- uma baía (Antártida, cartografada em 1962);
- um domo submarino (mar de Barents, arquipélago Terra de Francisco José, nomeado em 1960);
- um cabo (Antártida, descoberto e mapeado em 1958);
- um estreito (mar de Barents, arquipélago Terra de Francisco José);
- uma baía (mar de Laptev, ilhas de Petr);
- uma elevação submarina (no oceano Ártico);
- uma baía (mar Amarelo, ilhas Lichanshan).

## Capitães
- Mikhail Petrovich Vasiliev (1898–1901)
- Alfons Karlovich Zvingman (1901–1902)
- Nikolai Nikolaevich Kolomeytsev (1902–1904)
- Rudolf Karlovich Felman (1903–1917)
- Vladimir Evgenievich Gasabov (1917–1921)
- Nikolai Ilitch Tulsky (1921–1922)
- Vladimir Dmitrievich Seleninov (1922–1923)
- Konstantin Vladimirovich Krekshin (1923–1924)
- Andrei Ivanovich Koivunen (1924–1925)
- Vladimir Dmitrievich Seleninov (1925–1928)
- Pavel Akimovich Ponomarev (1928–1929)
- Vladimir Ivanovich Voronin (1929–1934), (1935–1938)
- Mikhail Yakovlevich Sorokin (1934–1935), (1938–1947), (1950–1951)
- Boris Nikolaevich Makarov (1947–1950)
- German Vasilievich Dranitsyn (1951–1953)
- Konstantin Konstantinovich Byzov (1953–1955)
- Dmitry Nikolaevich Chukhchin (1955–1963)
- Iuri Konstantinovich Khlebnikov (1963)
- Pavel Petrovich Vdovin (1964)
- Kirill Emelyanovich Kucherín (1964)
- Vyacheslav Vladimirovich Smirnov (1964–1965)[9]